# 拉利伯塔德 (瓊塔萊斯省)
拉利伯塔德（西班牙語：La Libertad），是尼加拉瓜的城鎮，位於該國中部，由瓊塔萊斯省負責管轄，面積775平方公里，海拔高度446米，2005年人口11,429，人口密度每平方公里14.75人。
12°13′N 85°10′W / 12.217°N 85.167°W